# Samarafloden
För andra betydelser, se Samara (olika betydelser).

Samarafloden är en cirka 580 km lång flod i Ryssland och en biflod till Volga. Den har sina källor i södra Uralbergen och flyter huvudsakligen i nordvästlig riktning och når Volga vid Samara.